# رولاند دوبري
رولاند دوبري (بالإنجليزية: Roland Dupree)‏ هو مصمم رقص وممثل أمريكي، ولد في 20 سبتمبر 1925 في فول ريفر في الولايات المتحدة، وتوفي في 21 يونيو 2015.

## أعمال

### أفلام
- (1953) بيتر بان[6][7][8][9]

## وصلات خارجية
- رولاند دوبري على موقع IMDb (الإنجليزية)
- رولاند دوبري على موقع قاعدة بيانات الفيلم (الإنجليزية)